# Kostel Nanebevzetí Panny Marie (Krupka)
Kostel Nanebevzetí Panny Marie v Krupce je farní kostel římskokatolické farnosti v Krupce, v okrese Teplice Ústeckého kraje. Stojí v horní části obce při silnici do Horní Krupky naproti hradu Rosenburg.

## Historie
Kostel v Krupce je poprvé doložen ve druhé polovině 13. století, dnes má gotickou podobu s nepravidelným půdorysem. Kostel nemá věž, ta je funkčně zastoupena zvonicí. Ve 2. dekádě 21. století prochází rozsáhlou rekonstrukcí. Je v majetku města.

## Stavební vývoj

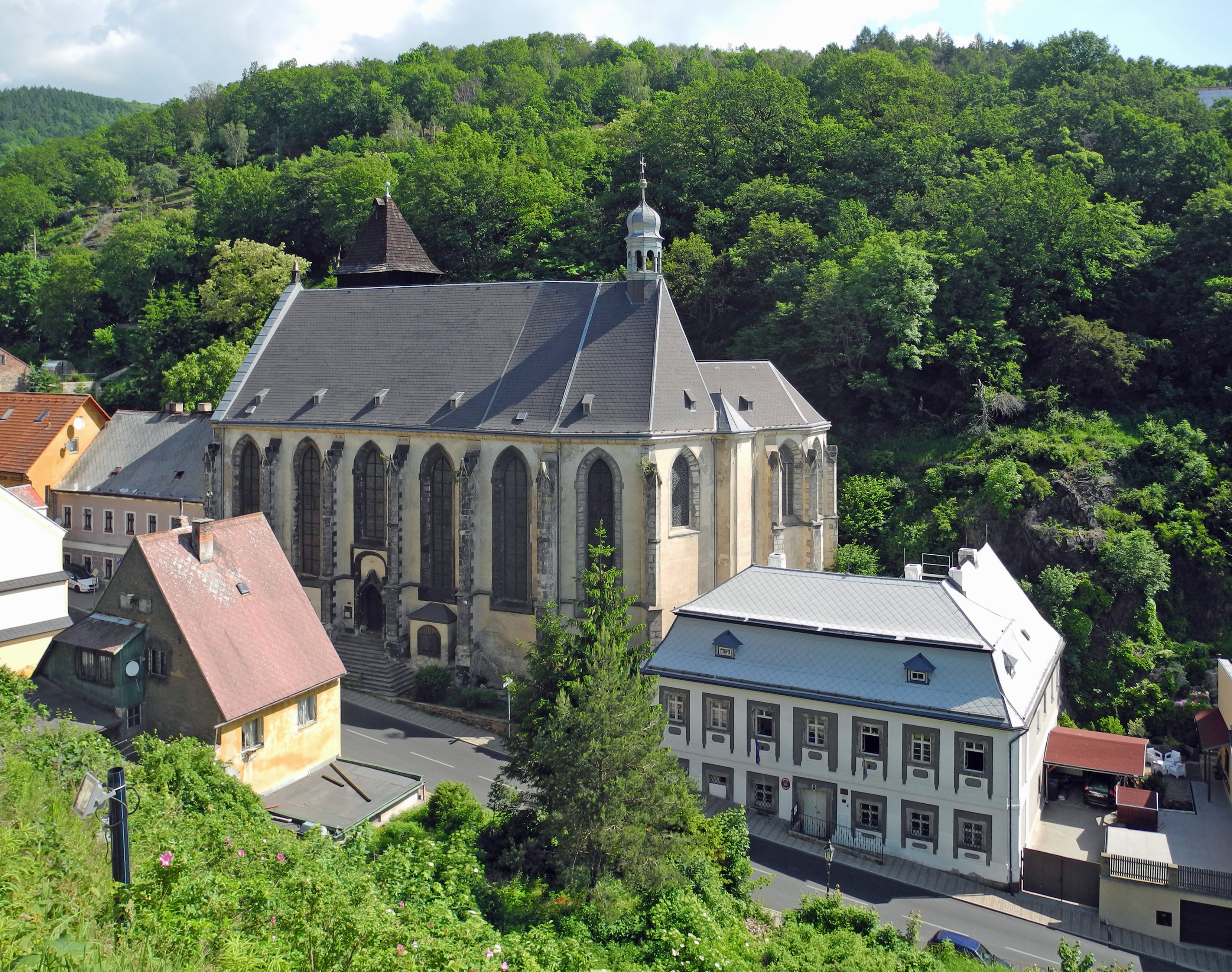
Kostel Panny Marie s bývalou farou, v níž sídlí Hasičské muzeum

První zmínka o farním kostele pochází z roku 1352. Z původní stavby se hmotově dochoval pouze presbytář.
Okolo roku 1484 proběhla zásadní přestavba kostela, patrně kvůli požáru, který zasáhl Krupku roku 1479. K původnímu presbytáři byla přistavěna mohutná jednolodní stavba s novým polygonálním neodsazeným presbytářem.
Přibližně v první čtvrtině 17. století byl kostel vybaven kazetovým stropem. Roku 1633 saské oddíly vyplenily a vypálily většinu města včetně kostela. Při opravách byla loď rozšířena o 3,6 metru a již roku 1634 zastřešena. V letech 1668–1672 byla v interiéru postavena kruchta. Po roce 1683 byl kostel vybaven hlavním a bočními oltáři. V letech 1736–1739 byla východní zeď lodi proražena, aby byly ke kostelu přistavěny svatých schodů s figurálním výjevem Ecce homo.
V letech 1909–1935 proběhla rozsáhlá puristická oprava kostela pod vedením architekta Maxe Loose von Losimfeldt.

## Zvonice

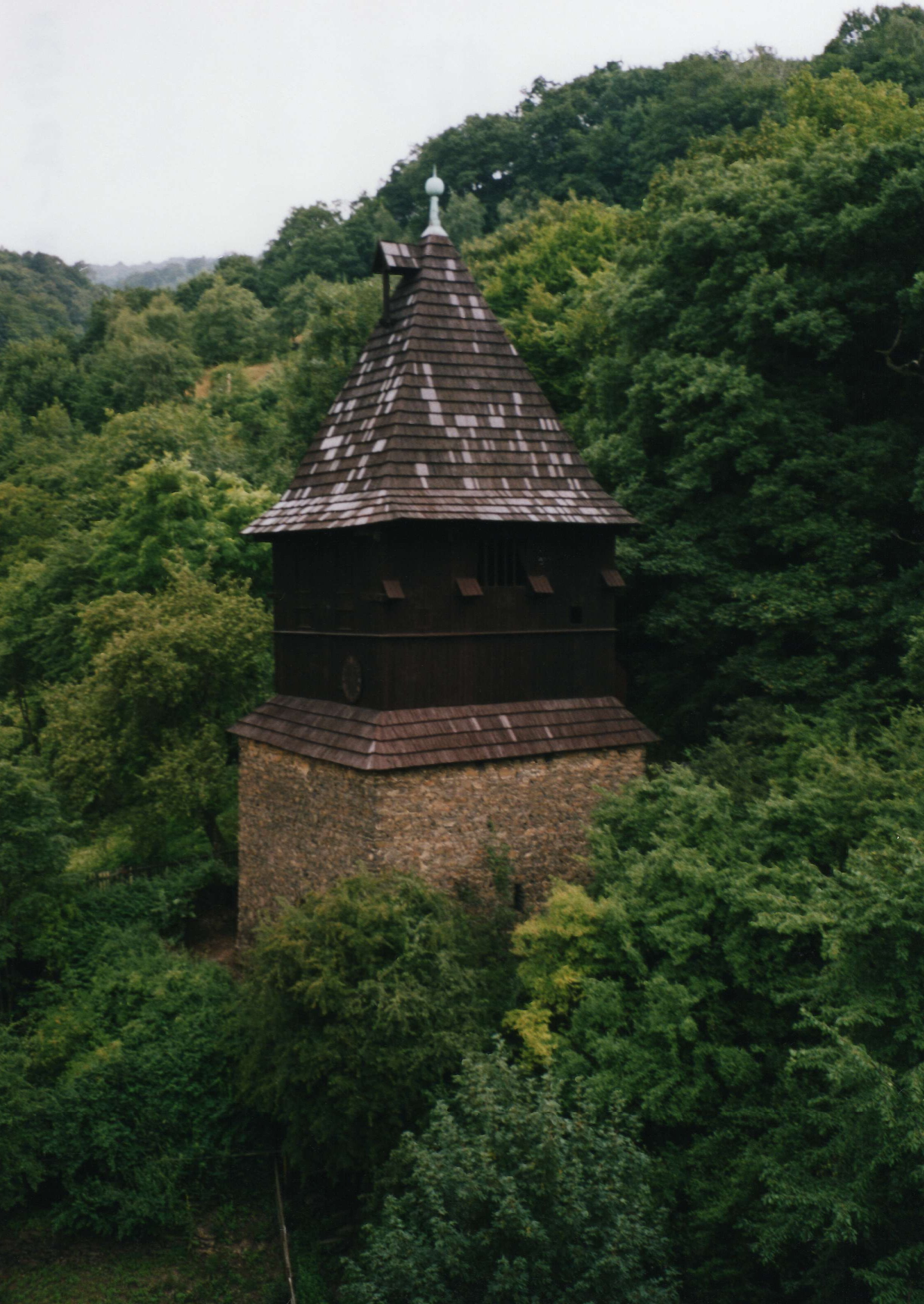
Zvonice farního kostela Nanebevzetí Panny Marie

Dnešní polozděná zvonice byla vystavěna po požáru původní stavby v roce 1633. Stojí ve svahu severozápadně od kostela. Ve zvonovém patře se nacházejí tři závěsy pro zvony - menší dřevěná hlava při východní stěně, velký ocelový závěs uprostřed a větší dřevěná hlava při západní stěně. Na ní je zavěšen zvon z roku 1627 od Gabriela a Zachariáše Hilgera. Zbývající dva zvony byly zrekvírovány za první světové války, torzo jednoho z nich se nachází v muzeu v Krupce. Zvony byly v meziválečném období nahrazeny novými, ale ty byly pak odebrány při rekvizicích druhé světové války – k roku 1960 je zde doložen už pouze jediný zvon.

### Zvon z roku 1917
V zadním jižním sanktusníku kostela se nachází litinový zvon z roku 1917. Má dolní průměr 58 cm, výšku 45 cm bez koruny, 56 cm s korunou a nese vhloubený nápis: ST. FRANZISKUS / 1917 a dataci: 1918. V minulosti se na zvonici u kostela nacházely ještě dva podobné zvony, které byly zrekvírovány za druhé světové války. Zvon je zavěšen na dřevěné hlavě v dřevěné konstrukci. Zvon je v dobrém stavu.

### Zvon z roku 1627
Zvon z roku 1627 ze zvonice u kostela Nanebevzetí Panny Marie v Krupce vyrobili zvonaři Gabriel a Zachariáš Hilger. Dolní průměr zvonu je 113 cm, zvon je bohatě zdoben.

#### Rozměry
- Dolní průměr: 113 cm.
- Průměr čepce: 65 cm.
- Výška: 79 cm bez koruny, 98 cm s korunou

#### Popis zvonu
- Koruna: šest uch bez ozdob.
- Čepec: jednořádkový nápis, vysoký 4 cm, výška písmen 2 cm: MEIN KLANG DICH RVFT ZVM KIRCHENGANG (andílčí hlavička) MERKS WORT , GOTT DANCK SING LOBGESANG (dva propletené stonky) 1627 (dva propletené stonky); pod tím pěkný ornamentální pás, vysoký 12 cm, tzv. groteska - dívka s rozpaženýma rukama, držící se vinutých stonků s listy.
- Krk:
  - Jižní strana: medailon s erbem, průměr 16 cm, výška erbu 12 cm - ve štítě orel s nezřetelným srdečním štítkem na prsou, na klenotu křídla, po stranách erbu dvě žezla, pod medailonem sedmiřádkový nápis, výška písmen 1,5 cm a 1 cm: MODERANTE ECCLESIAM SVMMO IN TERRIS / CHRISTI VICCARIO VRBANO VIII ROMANO PON/TIFICE ILLVSTRISSIMO VERO ET REVERENDIS/SIMO CARDINALE ERNESTO AB HARRACH ANTIS/TITE PRAGENSE ATQVE INDVPERANTE FERDI/NANDO II INNVICTISSIOM (sic!) ROMANORVM IMPERATO/RE SEMPER AVGVSTO (pětilistý květ). Na této straně několik nepravidelných prohlubenin, vzniklých pravděpodobně už chybou při odlévání.
  - Severní strana: reliéf Ukřižování, vysoký 29 cm, pod ním sedmiřádkový nápis, výška písmen 1,5 cm a 1 cm: AD MAIOREM DEI GLORIAM DEI PARA QVE / NEC NON SANCTA EIVS MATRIS ANNAE HONO/REM , HAEC CAMPANA GRUPPNEN SVIM ANNO POST / CHRISTUM NATVM 1493 CONFLATA / DEINDE 1625 DVCENTESIMO SCILICET 24 POST / ANNO RIMAS ET SCISSVRAS PASSA . RENOVATA DEMVM / FVIT 1627.
  - Západní strana: medailon s erbem, průměr 13 cm, erb je nezřetelný, ale bezpochyby jde o erb zvonařského rodu Hilgerů, tedy medvěda ve skoku, držícího v předních tlapách kružítko, na okraji medailonu opis, výška písmen 0,7 cm: GOSSEN MICH GABRIEL VND ZACHARIAS HILGER ZV FREIBERCK.
  - Východní strana: reliéf sv. Vojtěcha, vysoký 25 cm - muž s vousem, v rukách drží veslo, po stranách u hlavy písmena, vysoká 2 cm: S A.
- Věnec: tři linky a zesílení lemu
- Srdce: hruškovité s krátkou výpustí

Podle nápisu jde o zvon z roku 1493, který v roce 1625 pukl a byl přelit roku 1627. Vzhledem k tomu, že roku 1633 zvonice vyhořela, je pravděpodobné, že zvon nebyl ihned po odlití zavěšen, ale nějakou dobu se ještě nacházel ve zvonařské dílně a unikl tak požáru. Zvon je zavěšen na dřevěné hlavě v dřevěné konstrukci. Hlava je zdobena několika vyřezávanými závity a pěkným kováním. Zvon je v dobrém stavu. Stav k roku 2002.

### Zvon z roku 1490

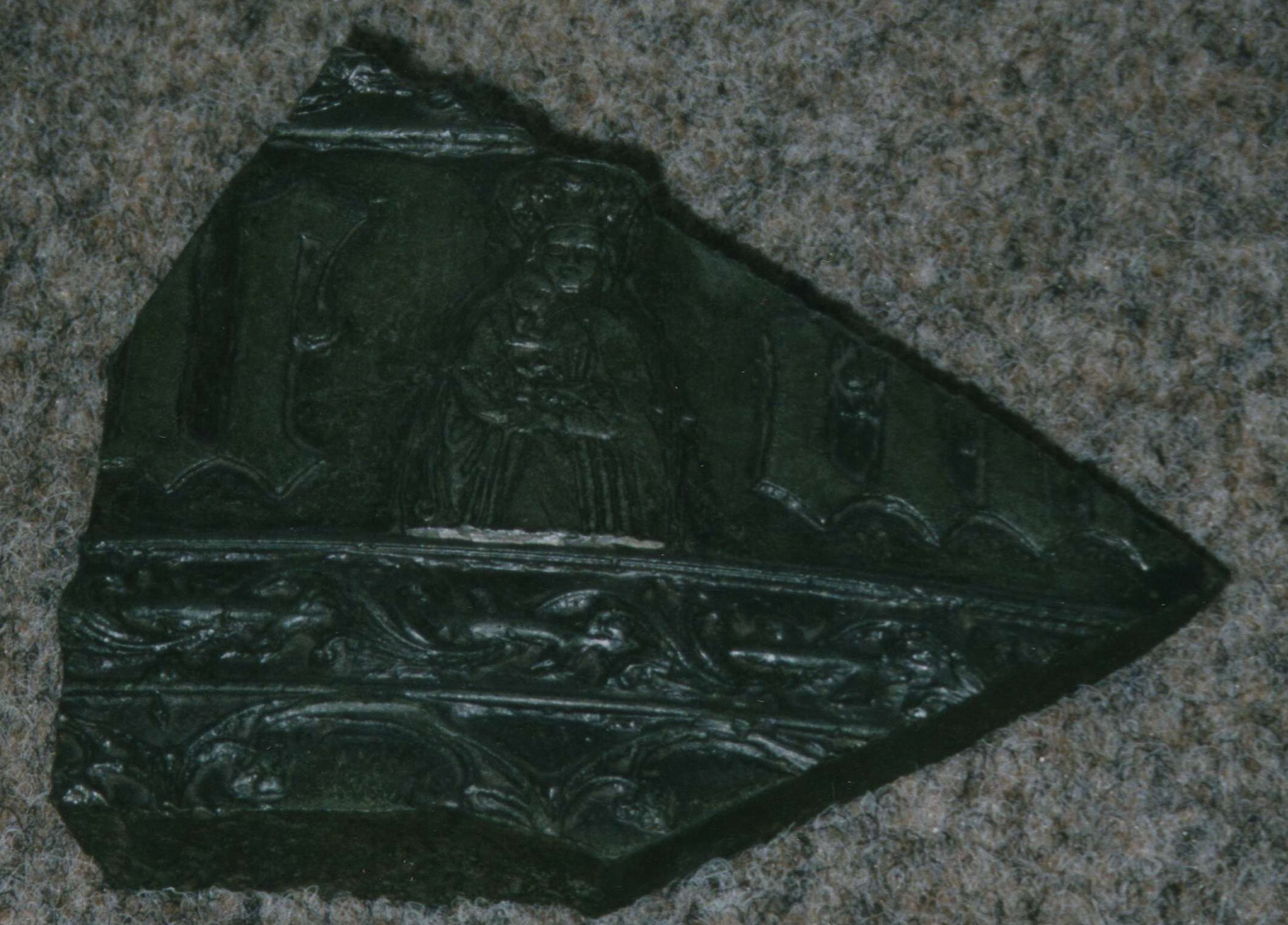
Fragment zvonu Zuzana

Zaniklý zvon Zuzana z roku 1490 ze zvonice u kostela Nanebevzetí Panny Marie v Krupce vyrobil zvonař Vavřinec. Zvon byl zrekvírován za první světové války, jeho fragment se nachází v muzeu v Krupce.

#### Rozměry
- Dolní průměr: 156 cm.
- Výška: 170 cm
- Další: fragment je 20 cm vysoký, 25 cm široký

#### Popis zvonu
- Čepec: ornamentální pás s rostlinným motivem, pod tím jednořádkový nápis v gotické minuskuli: Rex Gloriae Veni in pace. Ave maria gratia plena, dominus tecum. Anno domini 1490. Mezi písmeny reliéf Panny Marie s Ježíškem, kterého drží na pravé ruce, Marie má na hlavě korunu, pod tím ornamentální pás, značně vystupující nad povrch zvonu, vysoký 3 cm - šroubovitě vinutý stonek.
- Věnec: tři linky a zesílení lemu.

## Program záchrany architektonického dědictví
V rámci Programu záchrany architektonického dědictví bylo v letech 1995-2014 na opravu památky čerpáno 4 587 000 Kč.
| rok    | 2006 | 2007 | 2008 | 2009 | 2010 | 2011 | 2012 | 2013 | 2014 |
| ------ | ---- | ---- | ---- | ---- | ---- | ---- | ---- | ---- | ---- |
| částka | 735  | 500  | 532  | 500  | 420  | 630  | 420  | 400  | 450  |